# Лисогірка (Кантермировський район)
Лисогірка (рос. Лысогорка) — село у Росії, Богучарському районі Воронізької області. Входить до складу Поповського сільського поселення.

## Історія
Станом на 1880 рік у колишній державній слободі Залиманської волості разом із колишньою приміською слободою Залиман й колишньою державною слободою Вервеківка мешкало 3660 осіб, налічувалось 362 дворових господарства, існували православна церква, школа, 3 шкіряних заводи, 3 вівчарних заводи, 22 вітряних млини.
За даними 1900 року на хуторі мешкало 815 осіб (408 чоловічої статі та 407 — жіночої) переважно українського населення, налічувалось 295 дворових господарств, існували школа грамоти й кожухова майстерня.